# Jereka
Jereka je naselje v Občini Bohinj.